# Phrynodon sandersoni
Phrynodon sandersoni é uma espécie de anfíbio da família Petropedetidae. É a única espécie do género Phrynodon.
Pode ser encontrada nos seguintes países: Camarões, Guiné Equatorial e possivelmente na Nigéria.
Os seus habitats naturais são: florestas subtropicais ou tropicais húmidas de baixa altitude, regiões subtropicais ou tropicais húmidas de alta altitude, rios e florestas secundárias altamente degradadas.
Está ameaçada por perda de habitat.